# Щегляев, Андрей Владимирович
Андре́й Влади́мирович Щегля́ев (7 [20] октября 1902 — 27 августа 1970) — советский инженер, механик и учёный-теплоэнергетик, деятель высшей школы. Доктор технических наук (1948), профессор (1946), член-корреспондент АН СССР (1953).

## Биография
Родился 7 (20 октября) 1902 года в Москве в семье русских интеллигентов. Отец — Владимир Сергеевич Щегляев (1857—1919), профессор физики Императорского Московского технического училища (в 1886—1914 годах возглавлял там кафедру общей и прикладной физики); мать — Наталья Гавриловна, учительница женской гимназии.
А. В. Щегляев начал трудовую деятельность в 1919 году (был конторщиком, затем делопроизводителем). В 1921 году он поступил в МВТУ на механический факультет и, ещё будучи студентом, начал работать техником во Всесоюзном теплотехническом институте (ВТИ). В 1926 году окончил институт, получив звание инженера-механика. Продолжал работать во ВТИ, но совмещал инженерную деятельность с педагогической деятельностью в МВТУ.
В 1929—1930 гг. был ассистентом у профессора Г. С. Жирицкого, избранного заведующим кафедрой Паровых турбин МВТУ и читавшего курсы паровых турбин и тепловых двигателей. Жирицкий позднее так отзывался о своём ассистенте: «молодой человек, производивший очень приятное впечатление и как человек, и как научный работник». В 1930 году произошла реорганизация технических вузов Москвы; в МВТУ специальность «паровые турбины» была закрыта, и Щегляев (как и Жирицкий) перешёл на работу в только что организованный Московский энергетический институт (МЭИ).

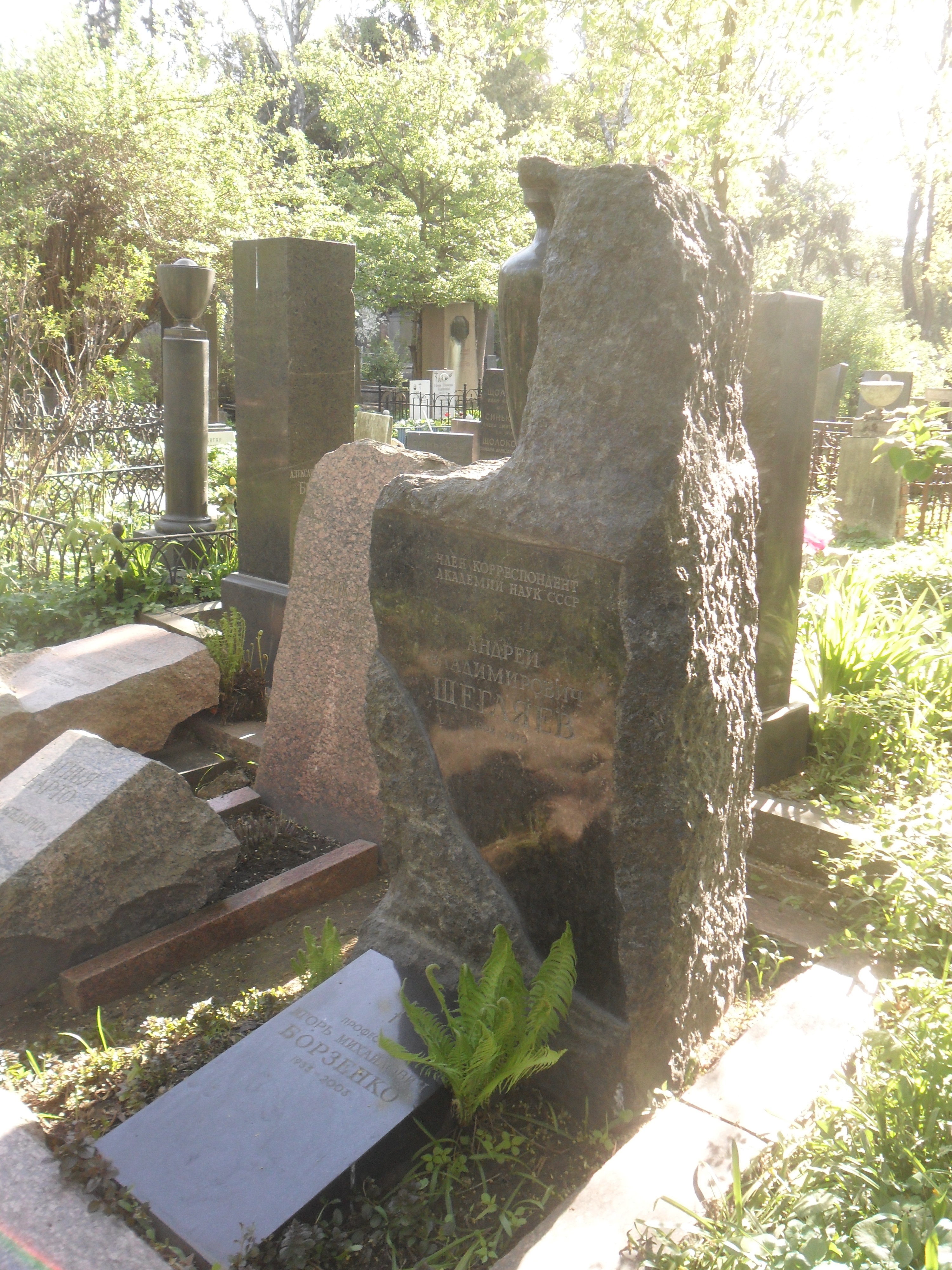
Могила Щегляева на Новодевичьем кладбище Москвы.

В 1930—1933 годах Щегляев работал на кафедре Сопротивления материалов МЭИ; потом перешёл на кафедру Паротурбинных установок (с 1943 года называлась кафедрой Тепловых двигателей, с 1950 года — кафедрой Паровых и газовых турбин). После необоснованного ареста в 1937 году первого заведующего этой кафедрой Г. С. Жирицкого Щегляев возглавил её и оставался в должности заведующего кафедрой с 1938 года вплоть до своей смерти в 1970 году. Под его руководством кафедра выросла в крупный учебный и научный центр. А. В. Щегляев стал также одним из основателей и первым деканом (1943—1955) Энергомашиностроительного факультета МЭИ.
В 1937 году А. В. Щегляев получил учёную степень кандидата технических наук, а в 1948 году защитил докторскую диссертацию на тему «Задачи регулирования паровых турбин».
С 23 октября 1953 года — член-корреспондент АН СССР по Отделению технических наук.
Был женат на детской поэтессе Агнии Барто; их единственная дочь — кандидат технических наук Татьяна Андреевна Щегляева — родилась в 1933 году. 
Выпускник Энергомаша А. Кригман так характеризовал в своих воспоминаниях облик Щегляева — «самого уважаемого и любимого» преподавателя: «Он был, вероятно, самым высоким на Энергомаше. Худой, с длинным красивым лицом, с чёрными кругами под глазами, он был похож на Дон Кихота». А. В. Щегляев был широко образованным человеком, в совершенстве владел немецким и французским языками.
Умер 27 августа 1970 года. Похоронен в Москве на Новодевичьем кладбище (участок № 3).

## Достижения
Инженерная и научная деятельность А. В. Щегляева была связана с развитием и совершенствованием новых тепловых электростанций СССР; созданием современных мощных турбинных установок на сверхкритические параметры пара; повышением надёжности и экономичности турбин. Вёл также работы в лаборатории регулирования МЭИ и, по признанию специалистов, определил облик современных гидродинамических систем регулирования паровых турбин. Под руководством А. В. Щегляева был разработан упругий мембранно-ленточный регулятор давления, применяемый и в настоящее время. Им же была предложена и внедрена гидравлическая система управления турбиной, в которой циркулировала вода (вместо масла), что было сделано по соображениям безопасности; однако такое решение вызвало неоднозначную оценку инженеров и эксплуатирующего персонала.
При исследовании динамических процессов в системах регулирования паровых турбин А. В. Щегляев для регистрации быстро меняющихся параметров системы регулирования после сброса полной нагрузки с отключением генератора от сети впервые применил кинематографический метод. Изучая явление потери управляемости турбин с двухседельными регулирующими клапанами, перемещавшимися главными сервомоторами с проточными золотниками (что привело в 1930-е годы к нескольким тяжёлым авариям — иногда с полным разрушением турбины), Щегляев установил, что причиной служат скачкообразное изменение давления на клапане и обусловленное этим его резкое открытие при достижении давлением за клапаном критического значения; после этого проблема была снята путём реконструкции клапанов с увеличением диаметра нижней кромки, а позднее — полным отказом от применения сервомоторов с проточными золотниками в качестве главных.
Работы А. В. Щегляева в области аэродинамики и надёжности турбин, проведённые в проблемной лаборатории турбомашин МЭИ, позволили существенно улучшить характеристики отечественных турбоагрегатов, повысить их экономичность, сыграли большую роль в создании и освоении нового энергетического оборудования.
Сетке расходов пара или газа через суживающиеся каналы, описанной им, присвоено имя А. В. Щегляева.
А. В. Щегляевым была создана научная школа турбинистов, многие представители которой и сейчас работают на турбостроительных заводах, в энергетических компаниях и научных учреждениях России и других стран.

## Награды и премии
- Сталинская премия третьей степени (1948) — за разработку гидродинамической системы регулирования паровых турбин.
- Сталинская премия третьей степени (1952) — за разработку и внедрение новой системы паровых труб
- орден Ленина
- три ордена Трудового Красного Знамени
- орден «Знак Почёта»
- медали

## Публикации
А. В. Щегляев — автор более 100 работ по вопросам теории, проектирования турбинного оборудования тепловых электростанций. Учебник «Паровые турбины» впервые вышел в свет в 1939 году, неоднократно переиздавался и был переведён на несколько языков. Важнейшие из работ А. В. Щегляева:
- Щегляев А. В., Морозов Н. Г.  Испытания паровых турбин. — М.: ОНТИ НКТП СССР, 1937. — 280 с.
- Щегляев А. В.  Регулирование паровых турбин. — М.: ОНТИ НКТП СССР, 1938. — 392 с.
- Щегляев А. В.  Паровые турбины: теория теплового процесса и конструкции турбин. Кн. 1. 6-е изд. — М.: Энергоатомиздат, 1993. — 384 с. — ISBN 5-283-00261-6.
- Щегляев А. В.  Паровые турбины: теория теплового процесса и конструкции турбин. Кн. 2. 6-е изд. — М.: Энергоатомиздат, 1993. — 416 с. — ISBN 5-283-00261-6.